# Paulo Miranda
Jonathan Doin, meglio noto come Paulo Miranda (Castro, 16 agosto 1988), è un calciatore brasiliano, difensore del Mixto.

## Caratteristiche tecniche
È un difensore centrale che può essere schierato anche come terzino destro.

## Palmarès

### Club

#### Competizioni statali
- Campionato paulista: 1

Palmeiras: 2008
- Campionato Gaúcho: 1

Grêmio: 2018

#### Competizioni internazionali
- Coppa Sudamericana: 1

San Paolo: 2012
- Recopa Sudamericana: 1

Grêmio: 2018

#### Competizioni nazionali
- Campionato austriaco: 2

Salisburgo: 2015-2016, 2016-2017
- Coppa d'Austria: 2

Salisburgo: 2015-2016, 2016-2017